# Gary Klein (Musiker, 1933)
Gary Augustus Klein (* 19. März 1933; † 19. Juli 2019) war ein US-amerikanischer Jazzmusiker (Saxophon, auch Komposition, Arrangement), der vor allem durch seine Mitgliedschaft bei Woody Herman and the Swingin’ Herd in den 1960er-Jahren in Erinnerung bleibt.

## Leben und Wirken
Klein spielte mit 12 Jahren bereits professionell in seiner Heimatstadt Reading, Pennsylvania. Er studierte bei Sam Correnti, der auch Lehrer von Gerry Mulligan war. Al Cohn, später ein Freund und Mentor, hatte auch einen starken Einfluss auf sein Saxophonspiel. Früh hatte er Gelegenheit, Charlie Parker live spielen zu hören, was ihn dazu inspirierte, sich ernsthaft mit Bebop zu beschäftigen. Er zog kurz nach New York City, bevor er in die US-Armee eingezogen wurde, wo er in der Army Jazz Band als Saxophonist tätig war. Nach Beendigung seines Militärdienstes studierte Klein am Peabody Conservatory, kehrte nach New York City zurück und tourte mit Billy May, Buddy Morrow und Ralph Marterie. Schließlich wurde er Mitglied im Orchester von  Woody Herman, mit dem er mehrere Alben aufnahm wie Woody’s Big Band Goodies (1965), Woody’s Winners (1965), Woody Live East and West (1967) oder Jazz Hoot (1974). So spielte er ein inspiriertes Solo bei Herman im Titel „Get Me to the Church on Time“ (auf dem Album My Kind of Broadway , 1964).
Später trat Klein mit dem Les and Larry Elgart Orchestra auf und tourte zudem mit Paul Anka, Sammy Kaye und Jimmy Dorsey; u. a. nahm er auch mit Mel Tormé, Al Porcino und Dick Meldonian auf. Im Bereich des Jazz war er laut Tom Lord zwischen 1964 und 1986 an zehn Aufnahmesessions beteiligt. Im späteren Verlauf seiner Karriere unterrichtete Klein Saxophon, Musiktheorie und Improvisation an der University of Bridgeport, der Western Connecticut State University und der Merit Music School. Er komponierte und arrangierte auch für Bühnenbands und Combos. In späteren Jahren zog er nach Lewisburg, West Virginia, wo er zwei Jahrzehnte lang zu einem festen Bestandteil der dortigen Live-Musikszene wurde.
Gary Klein ist nicht zu verwechseln mit dem gleichnamigen Songwriter und Musikproduzenten.